# 王勵
王勵（512年—537年），字醜興，祖居乐浪（今朝鲜平壤），南北朝北魏及西魏將領。

## 生平
王勵的祖父是北魏伏波将軍王羆，父親西魏太傅、長乐郡公王盟。王勵個性忠诚果敢又有才幹，十七歲時跟從宇文泰入關，之後宇文泰平定秦隴和關中，王勵都再其左右。宇文泰曾說：「做將領的坐見成敗者最好，上陣戰鬥者其次。」王勵回應：「我想兩者兼得。」於是宇文泰大笑。不久北魏朝廷拜他為平東將軍、散騎常侍，賜爵梁甫縣公。西魏大統初年，他擔任千牛備身直長、領導左右，出入睡覺都小心謹慎。魏文帝曾說：「王勵真是忠臣。」沙苑之役中，王勵以都督職務統領禁兵跟隨宇文泰；他位居左翼，和部下數十人用短兵應戰，死傷甚多，王勵亦重傷戰死，虛歲二十六。宇文泰十分惋惜，贈封使持節、太尉、領尚書令、十州諸軍事、雍州刺史，追封咸陽郡公，諡忠武，兒子王弼襲爵。

## 延伸阅读
[在维基数据编辑]
 《周書/卷20》，出自令狐德棻《周書》